# ...Se non avessi l'amore
...Se non avessi l'amore è un film per la televisione trasmesso il 24 dicembre 1991 su Rai Uno, con Antonio Sabàto Jr., Ottavia Piccolo, Giacomo Piperno, Franco Simoni, Franco Interlenghi, diretto da Leandro Castellani.

## Trama
Il film percorre l'ultimo anno di vita di Pier Giorgio Frassati, figlio della famiglia proprietaria del quotidiano La Stampa, vissuto tra il 1901 e il 1925 e beatificato nel 1990.